# Чон Ґі Дон
Чон Ґі Дон (кор. 정기동, нар. 13 травня 1961) — південнокорейський футболіст, що грав на позиції воротаря.
Виступав здебільшого за клуб «Пхохан Стілерс», також грав за національну збірну Південної Кореї.

## Клубна кар'єра
У дорослому футболі дебютував 1983 року виступами за команду клубу «Пхохан Стілерс», в якій грав до 1991 року, взявши участь у 135 матчах чемпіонату. 1984 рік провів в оренді у клубі «Санджу Санму».
Через 15 років після завершення професійної ігрової кар'єри, у 2006, 45-річний воротар був включений до заявки команди клубу «Тегу», проте участі в офіційних матчах не брав.

## Виступи за збірну
У жовтні 1984 року дебютував в офіційних матчах у складі національної збірної Південної Кореї товариською грою проти національної збірної Камеруну. Того ж року встиг провести ще чотири гри — дві у відборі до Кубка Азії 1984 і дві у фінальній частині цієї континентальної першості. При цьому перший і єдиний гол у формі збірної пропустив лише в останній з цих ігор — матчі проти національної збірної Сирії.
Згодом продовжував викликатися до національної команди, проте виключно як резервний голкіпер, зокрема був включений до заявки південнокорейців на чемпіонат світу 1990 року в Італії.
| Дата       | Місто    | Господарі      | Результат | Гості          | Турнір                     | Голи | Примітки |
| ---------- | -------- | -------------- | --------- | -------------- | -------------------------- | ---- | -------- |
| 4-10-1984  | Сеул     | Південна Корея | 5 – 0     | Камерун        | товариський матч           | -    |          |
| 13-10-1984 | Колката  | Пакистан       | 0 – 6     | Південна Корея | Відбір до Кубка Азії 1984  | -    |          |
| 19-10-1984 | Колката  | Індія          | 0 – 1     | Південна Корея | Відбір до Кубка Азії 1984  | -    |          |
| 5-12-1984  | Сінгапур | Південна Корея | 0 – 0     | Кувейт         | Кубок Азії 1984 - 1-й етап | -    |          |
| 7-12-1984  | Сінгапур | Сирія          | 1 – 0     | Південна Корея | Кубок Азії 1984 - 1-й етап | -1   |          |
| Усього     |          | Матчів         | 5         |                | Голів                      | -1   |          |